# Еридан (съзвездие)
Вижте пояснителната страница за други значения на Еридан.
Ерида̀н е съзвездие в южното небесно полукълбо, едно от 48-те съзвездия, описани в древността от Птолемей, и сред 88-те съвременни съзвездия, използвани от Международния астрономически съюз. Съдържа 187 звезди, видими с невъоръжено око.
В съзвездието Еридан се наблюдава двойната звезда Акамар.